# Distretto di Ardahan
Il distretto di Ardahan (in turco Ardahan ilçesi) è uno dei distretti della provincia di Ardahan, in Turchia.
| Controllo di autorità | VIAF (EN) 159413880 · LCCN (EN) n00140179 |